# غانيتوماب
غانيتوماب هو جسم مضاد وحيد النسيلة بشري مصمم لعلاج السرطان.
طورت آمجن غانيتوماب. تركت المرحلة الثالثة من التجارب السريرية لعلاج ورم المعثكلة النقيلي في آب 2012.